# ペトレル (調査船)
ペトレル (RV Petrel もしくはR/V Petrel) は、マイクロソフトの共同創業者ポール・アレンが所有する調査船である。「Petrel」はミズナギドリ目の鳥を指す。

## 来歴
2016年に、海中作業・工業会社サブシー7から 沖合の油田プラットフォームを支援するために製造されたオフショア支援船Seven Petrel という船を購入した。2017年に、深海潜水調査船に改造され、6,000 m（19,685フィート）の深さを探検できる世界で唯一の私有船となった。また、この船は深海探査のパイオニア的な意義のある船となっている。2020年6月10日、COVID-19の影響により当分の間活動を休止すると発表された。

## パートナーシップ
アメリカ海軍の沈没船を探すためアメリカ海軍歴史・遺産本部、スリガオ海峡海戦の沈没船を探すためフィリピン国立博物館など多くの組織・機関と連携をとっている。

## 乗員
航行メンバー20人、プロジェクトメンバー10人が12時間交代で作業を行っている。

## 装備
高精度な海底探査が可能なマルチビーム測深機、深度の深い領域でも活動できる自律型無人潜水機など高性能な装備が積まれている。
- Argus 6000 ROV
- Remus 6000 AUV - 水深6,000mまで潜航可能な自立型の無人潜水探査ロボット[6]。
- 沈没船の上の海上での作業を安定して行うため、船位保持システムとして Dynamic Positioning Vessel 2 (DP2)級の精度を維持できるディファレンシャルGPS（DGPS）、高精度音響測位システム、動作センサーなどを保有する。

## 調査結果
- 2017年3月、イタリアのソルダティ級駆逐艦アルティリエーレ ( Artigliere ) を発見した[7]。
- 2017年8月、重巡洋艦インディアナポリスを発見した[8]。
- 2017年12月7日、 スリガオ海峡で戦艦山城、扶桑、駆逐艦満潮、山雲、朝雲を発見したと発表[9][10]。
- 2017年12月、駆逐艦ワード、クーパー、島風、2隻の夕雲型駆逐艦らしき船を発見した。
- 2018年1月、前回の夕雲型駆逐艦を浜波と特定した。島風、若月そして長波の精査を行った。また、クーパーへ有人潜水艇を送り込んだ。
- 2018年2月 米国海軍のチームと共に、2017年11月22日にフィリピン海上で沈没した輸送機C-2A Greyhoundの調査を行った。
- 2018年3月、レキシントン (CV-2)[11]、ジュノー (CL-52)発見[12][13]。
- 2018年4月、軽巡洋艦ヘレナの位置を特定[14]
- 2017年に発見されたオーストラリア海軍の潜水艦AE1の調査に協力
- 2019年2月6日、戦艦比叡を発見したと報告した[15]。
- 2019年2月12日、空母ホーネット (CV-8)を発見した[16]。
- 2019年2月26日、駆逐艦USSストロングの残骸を発見した。
- 2019年3月13日、空母ワスプの残骸を発見した。[17]
- 2019年4月13日、衝突事故で沈没した貨客船ドニャ・パス号を発見した。
- 2019年5月4日、二つに分かれた重巡洋艦古鷹を発見した[18]。
- 2019年5月5日、重巡洋艦鳥海を発見した[19]。
- 2019年7月1日、重巡洋艦摩耶を発見した[20]。
- 2019年9月9日、スリガオ海峡海戦で沈んだ西村艦隊の最後の一隻である重巡洋艦最上を発見した[21]。
- 2019年10月18日、航空母艦加賀を発見したと発表[22]。
- 2019年10月21日、航空母艦赤城を発見したと発表[23]。
- 2019年10月30日、駆逐艦ジョンストン(DD-557)を発見したと発表[24]。